# Església episcopal als Estats Units
L'Església episcopal dels Estats Units és l'església nacional estatunidenca de la comunió anglicana, que consta de 108 diòcesis dins dels Estats Units, les Illes Verges Nord-americanes, Haití, Taiwan, Colòmbia, República Dominicana, Equador, Hondures, Puerto Rico i Veneçuela. L'acrònim amb el que es coneix aquesta Església és ECUSA (en anglès: Episcopal Church in the USA). La principal església episcopal es la Catedral Nacional de Washington que funciona a més com un centre de reunió nacional, i està afiliada al govern per una llei del Congrés aprovada el 6 de gener de 1883.
Va ser fundada el 1789 arran de la proclamació de la independència de les Tretze Colònies abans britàniques. Samuel Seabury en va ser el primer bisbe. L'església anglicana té moltes semblances amb l'església catòlica, però es diferencia en la interpretació dels sagraments.
L'Església Episcopal dels Estats Units ha entrat en plena comunió amb l'Església Evangèlica Luterana d'Amèrica. Als Estats Units compta amb uns 3 milions de membres, i val a dir que un quart dels presidents dels Estats Units n'han estat membres. L'Església episcopal dels Estats Units compta amb nou províncies i diverses sub-províncies.